# Champsodon longipinnis
Champsodon longipinnis és una espècie de peix marí pertanyent a la família dels campsodòntids i a l'ordre dels perciformes.

## Descripció
El cos, allargat, fa 11 cm de llargària màxima. 4-6 espines i 18-23 radis tous a les dues aletes dorsals i 16-21 radis tous a l'anal. 14-16 radis tous a les aletes pectorals i 1 espina i 5 radis tous a les pelvianes. Aleta caudal forcada. 29-33 vèrtebres. El terç distal de la primera aleta dorsal és de color negre. Filera de 5-7 parells de papil·les sensorials a la superfície dorsal del cap entre el musell i l'espai interorbitari. Papil·les sensorials no disposades en un semicercle entre els ulls. Dues línies laterals contínues. 11-14 branquiespines.

## Alimentació
El seu nivell tròfic és de 3.

## Hàbitat i distribució geogràfica
És un peix marí, pelàgic (entre 0 i 267 m de fondària), oceànic i de clima tropical, el qual viu a la conca Indo-Pacífica: el talús continental del Japó, les illes Filipines, Malàisia, Indonèsia i Austràlia (Queensland).

## Observacions
És inofensiu per als humans i el seu índex de vulnerabilitat és baix (10 de 100).